# Vinovo
Vinovo is een gemeente in de Italiaanse provincie Turijn (regio Piëmont) en telt 13.563 inwoners (31-12-2004). De oppervlakte bedraagt 17,7 km2, de bevolkingsdichtheid is 766 inwoners per km2.

## Demografie
Vinovo telt ongeveer 5.282 huishoudens. Het aantal inwoners daalde in de periode 1991-2001 met 0,1% volgens cijfers uit de tienjaarlijkse volkstellingen van ISTAT.
| Jaar | Inwoneraantal |
| ---- | ------------- |
| 1991 | 13.435        |
| 2001 | 13.425        |

## Geografie
De gemeente ligt op ongeveer 220 m boven zeeniveau.
Vinovo grenst aan de volgende gemeenten: Moncalieri, Nichelino, Candiolo, La Loggia, Piobesi Torinese en Carignano.

## Geboren
- Giovanni Valetti (22 september 1913), wielrenner

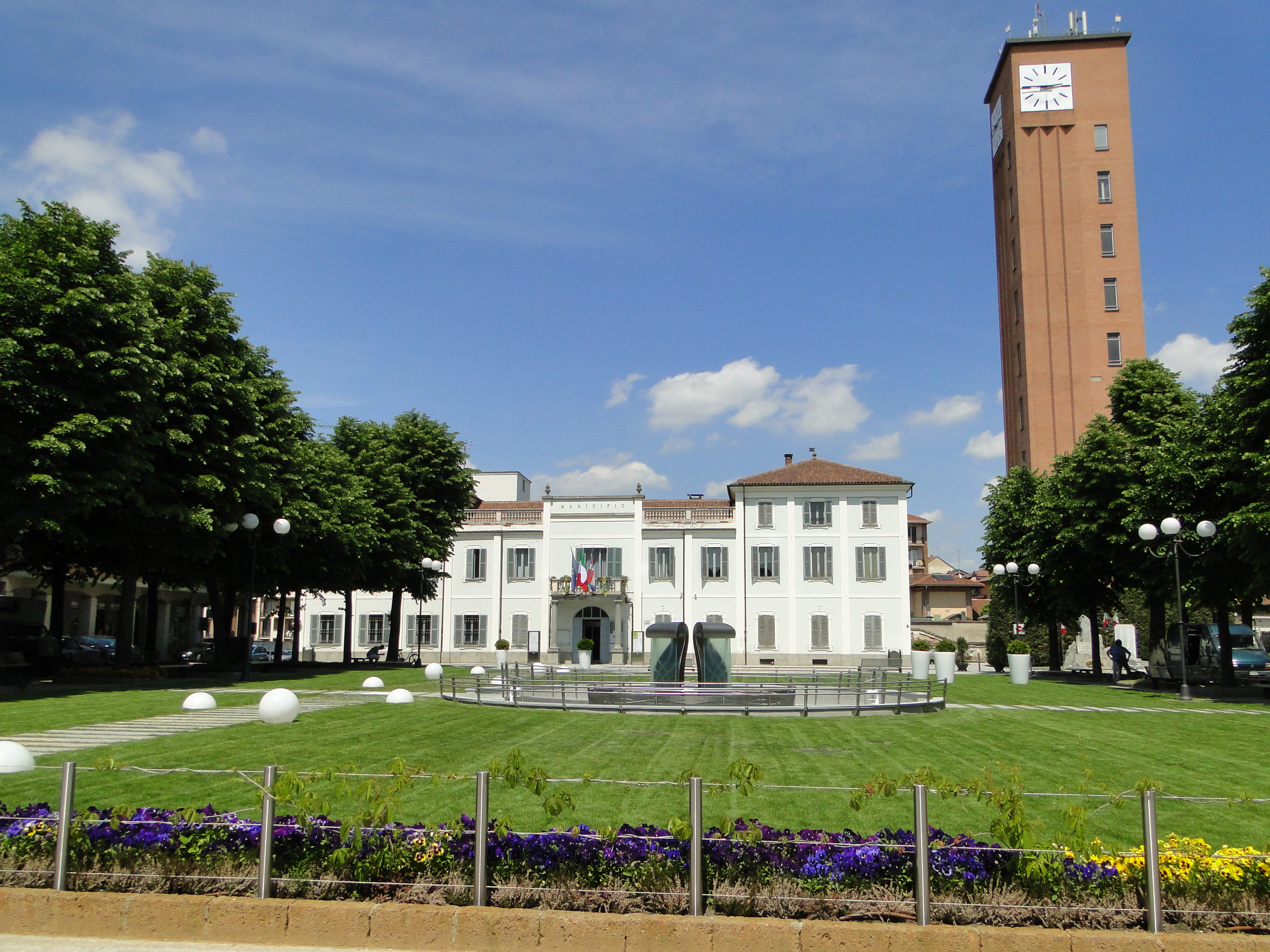
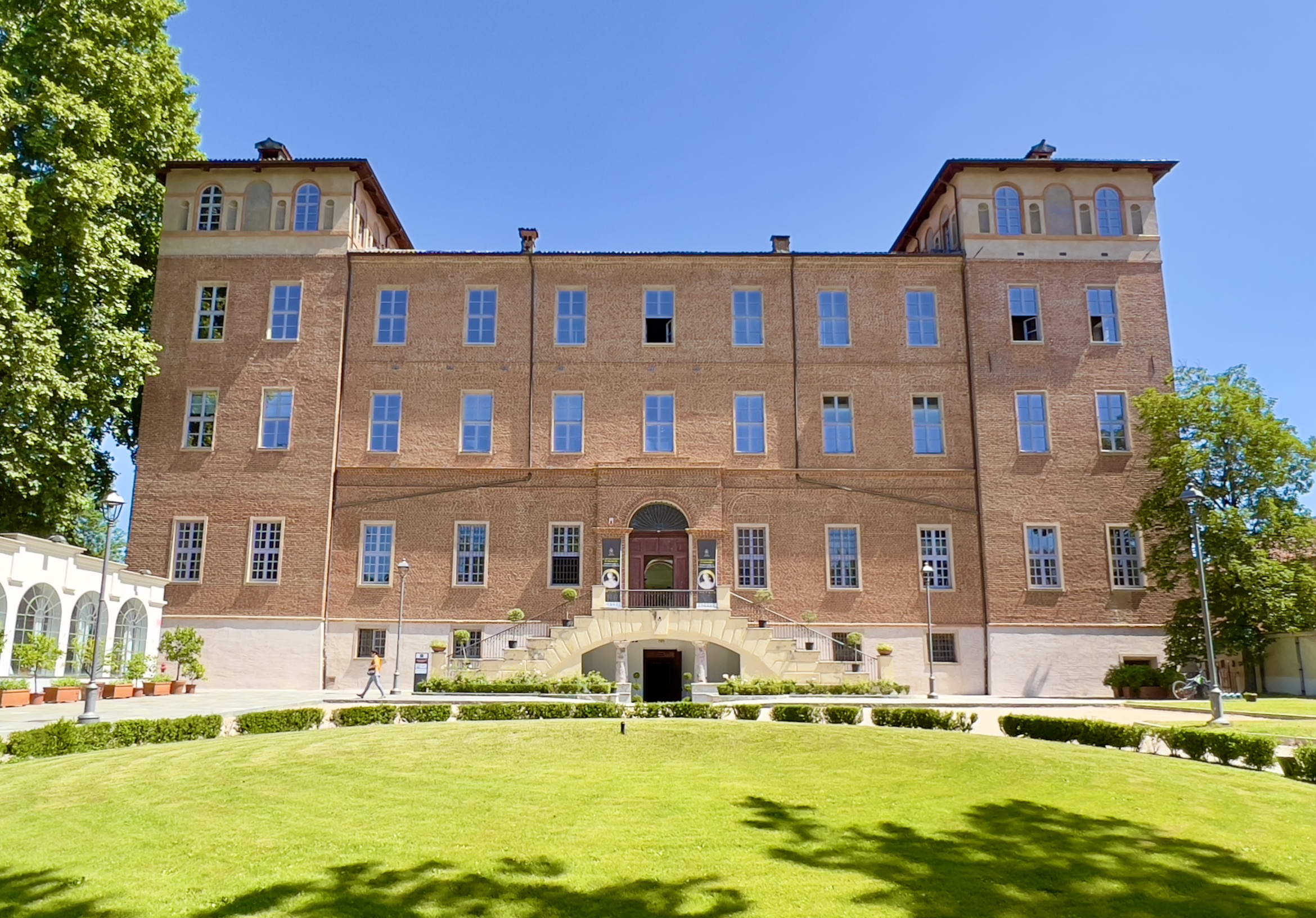
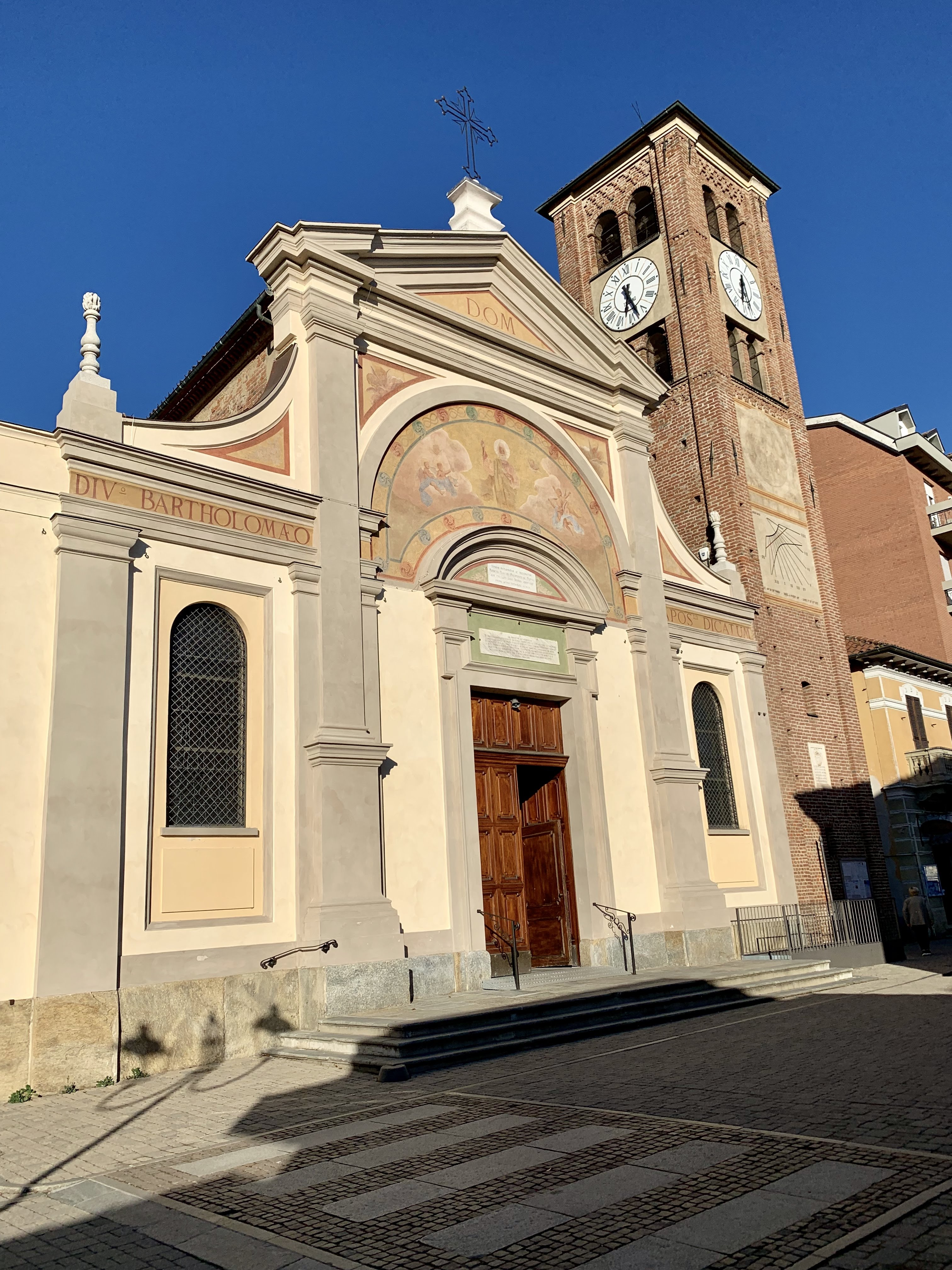
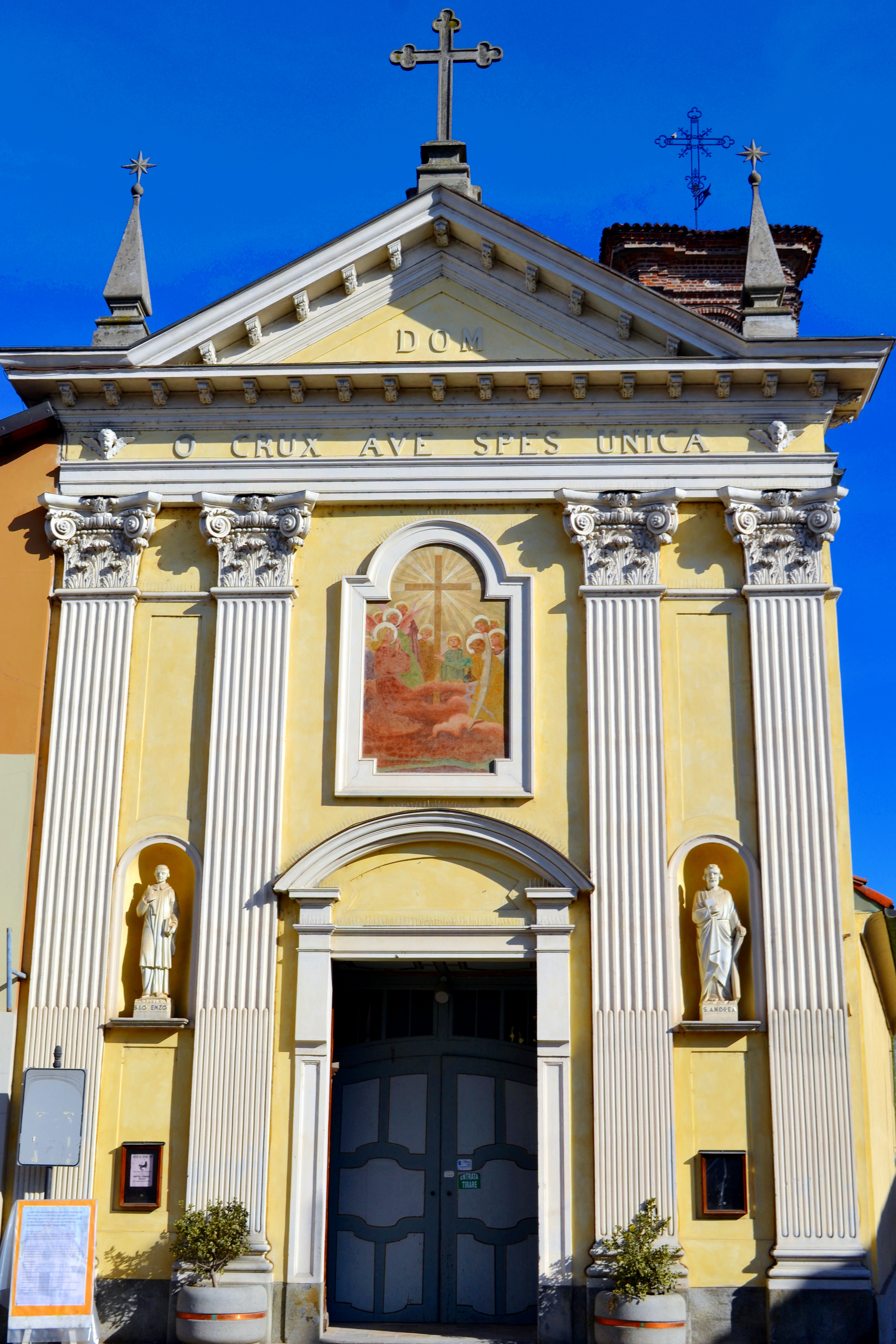
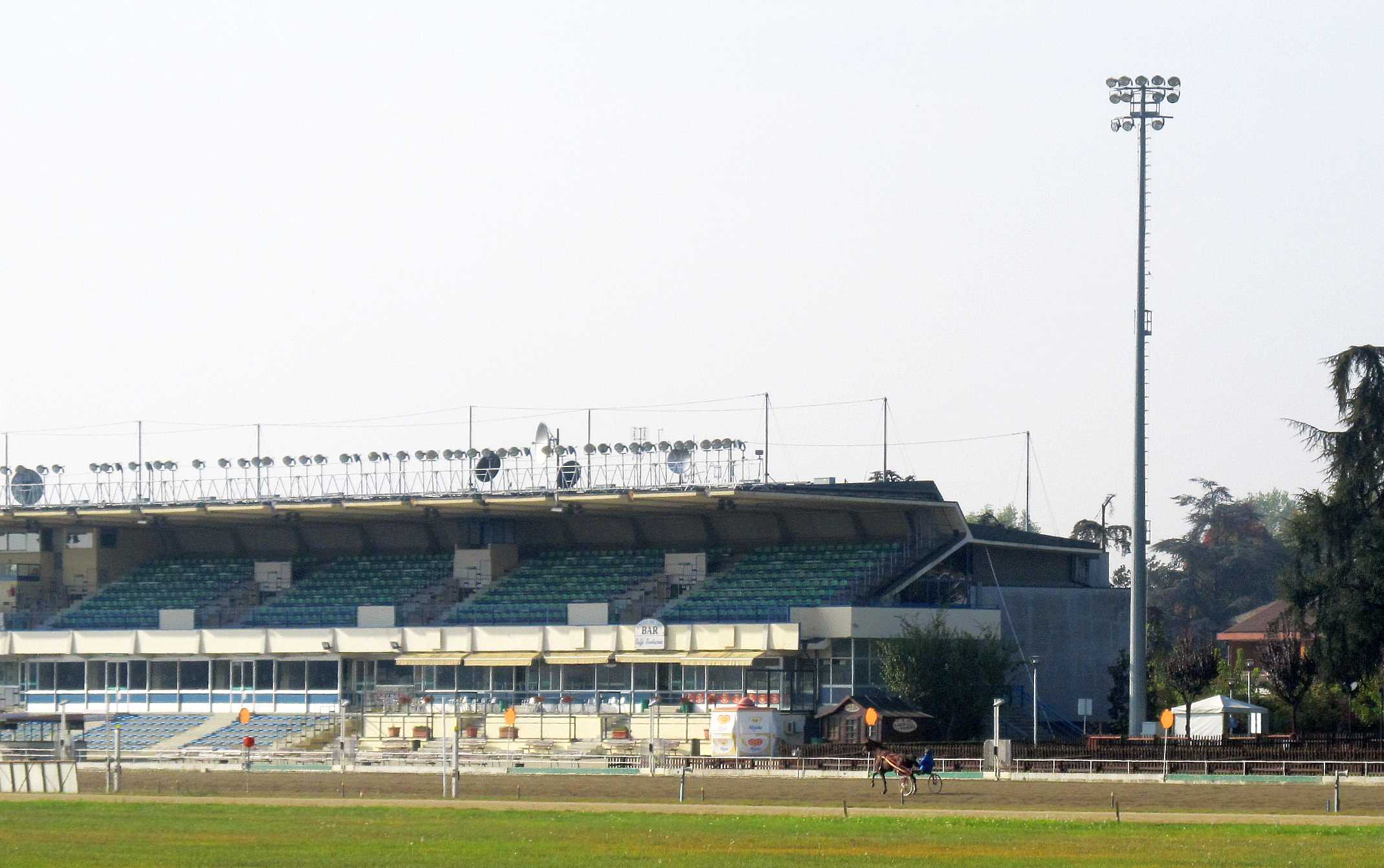
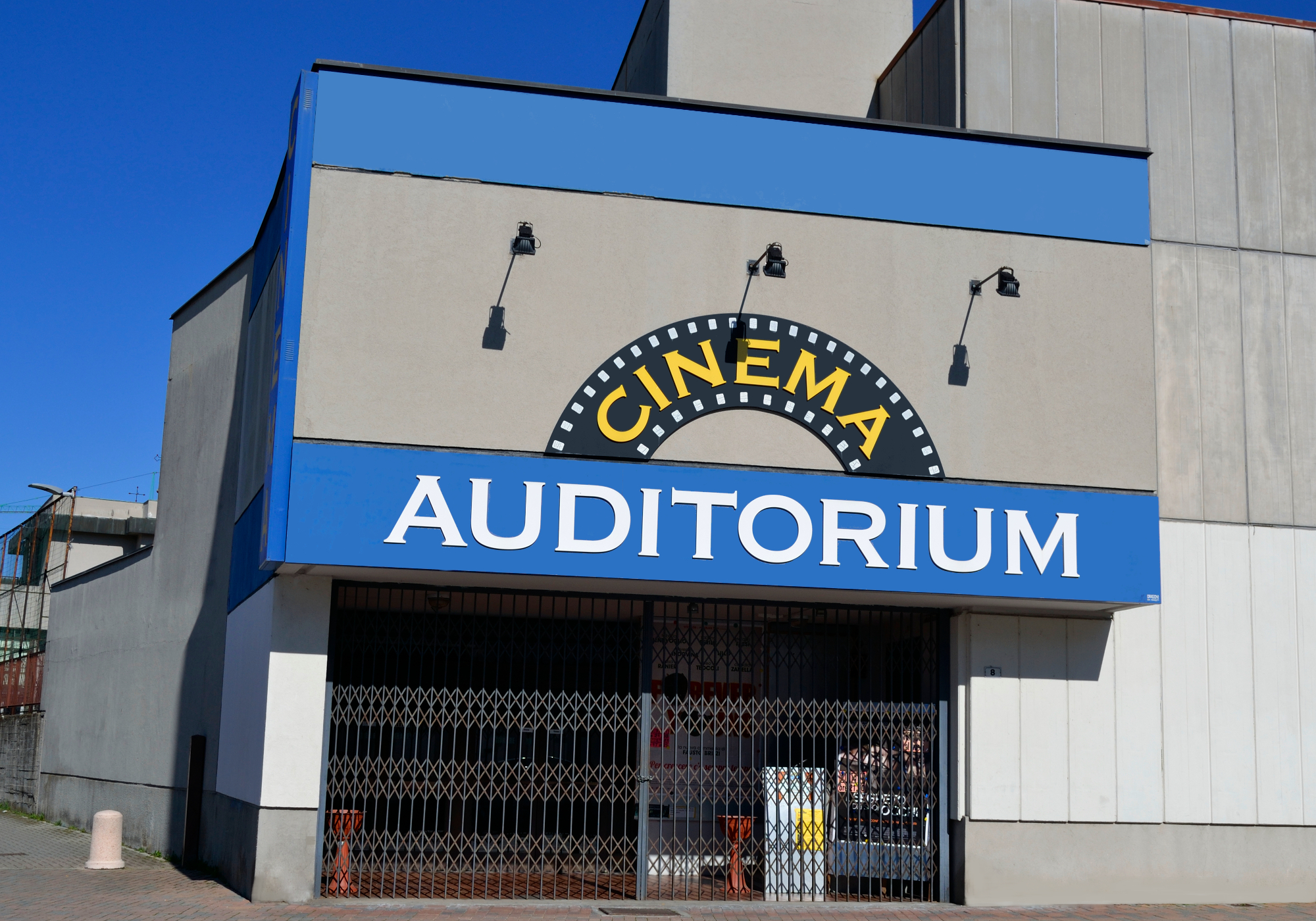
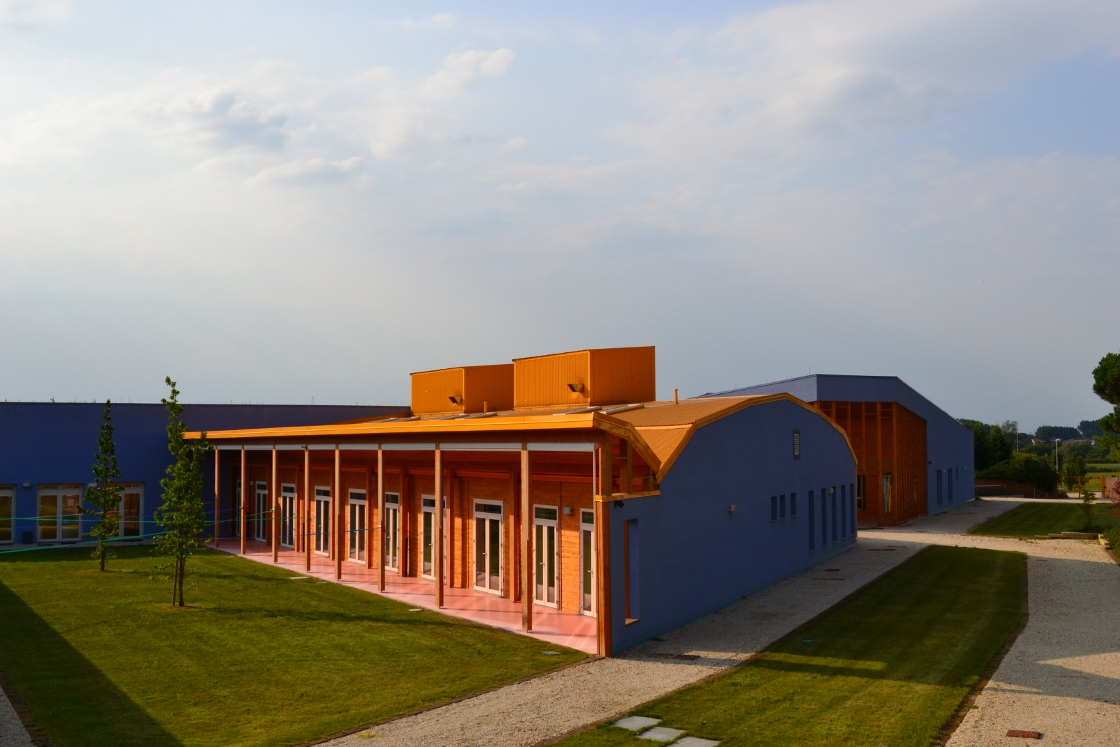
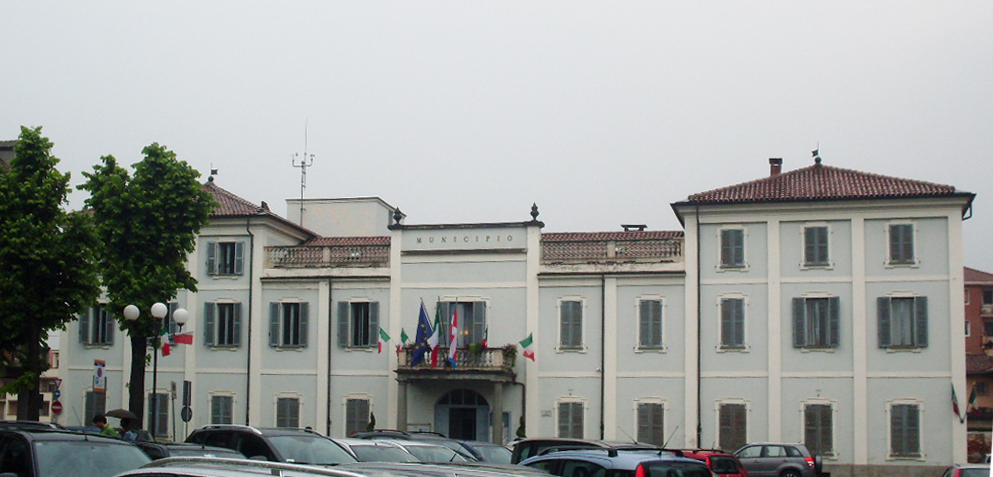

1. ↑  https://demo.istat.it/?l=it.